# En la sombrerería
En la sombrerería es una pintura realizada por el maestro francés impresionista Edgar Degas alrededor de 1884-1885, en óleo sobre lienzo, con unas dimensiones de 100 x 110,7 centímetros. Representa a una joven trabajadora en una sombrerería de París, rodeada de varios sombreros de mujer cuidadosamente arreglados por el artista. La pintura se encuentra actualmente en la colección del Instituto de Arte de Chicago.

## Contexto
Degas se hizo conocido por su interpretación de lo casual y lo efímero: un aspecto y estilo que había adoptado del arte de la fotografía. Esta atención a lo transitorio también es reconocible en su veintena de representaciones de sombrererías: momentos aparentemente casuales representados desde posiciones aparentemente arbitrarias. Más tarde, sin embargo, los muchos bocetos que dejó Degas mostrarían cuán meticulosamente preparaba y finalmente elaboraba cada composición. En la sombrerería es casi una reminiscencia de un bodegón de flores. Ordenó cuidadosamente los sombreros entre sí y le dio a cada pieza su propio carácter. Las líneas y los colores parecen aleatorios, pero han sido elegidos y ordenados cuidadosamente, como las flores en un ramo cuidadosamente arreglado. La influencia de las estampas japonesas es reconocible.
El Instituto de Arte de Chicago, donde se encuentra actualmente la obra, presenta a En la sombrerería en su sitio web como "la expresión más ambiciosa" que Degas realizó del tema de las sombrererías. En el momento en que se pintó el lienzo, el gran centro de la moda que era París tenía más de 300 sombrererías y alrededor de 2.400 sombrereras. Más tarde, esos números disminuirían rápidamente como resultado de la industrialización de la artesanía.

## Imagen

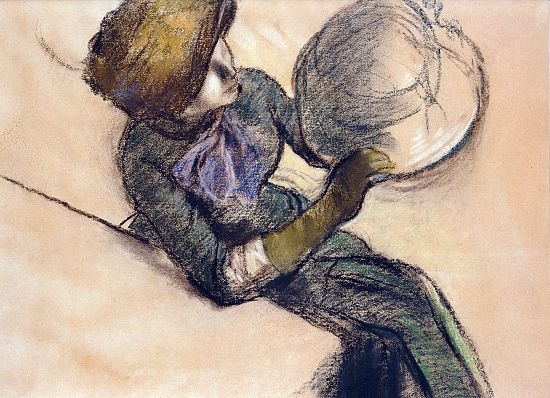
Estudio para la pintura.

La obra muestra a una sombrerera que evalúa cuidadosamente su obra. Frunce los labios, posiblemente con una aguja en ellos. Los rayos X revelaron más tarde que Degas probablemente pretendía originalmente representar a una clienta, pero en el proceso cambió su intención, de una dama burguesa vanidosa a una trabajadora manual orgullosa. El vestido caro de la modelo y los guantes largos aún delatan la idea original. La figura también posee más elegancia de lo que suele ser habitual en Degas en este tipo de trabajos.
Los sombreros expuestos sobre un mostrador de madera ocupan aproximadamente dos tercios de la parte izquierda de la composición. Un sombrero está situado de tal manera que casi parece que lo está usando la sombrerera, sentada más en segundo plano. La mujer parece no darse cuenta de que la están pintando. Parece, por así decirlo, relegada a la parte derecha del cuadro, con parte de la falda y el sombrero que sostiene incluso recortados fuera del encuadre del lienzo, como en una fotografía que apunta a una perspectiva más amplia. La joven mira fijamente el sombrero y remete sus cintas más o menos fuera de la vista del espectador. Llama la atención el movimiento de sus manos, que están definidas por la zona de arriba a la izquierda, donde se aprecia un fondo impreciso.
Degas plasmó En la sombrerería, como tan a menudo en su obra, desde una posición alta. Por lo tanto, sugirió un acto casual y accidental, como si estuviera cerca espiando a la sombrerera. Aquí también, sin embargo, varios estudios muestran con qué frecuencia Degas experimentó con pequeñas variaciones en el posicionamiento y el campo de visión preciso y, por lo tanto, con la meticulosa determinación de la configuración general. Él mismo dijo una vez: "Mis pinturas son el resultado de cálculos matemáticos e innumerables estudios. Mis modelos agregan el aspecto de la vida cotidiana, yo agrego el artístico ".

## Otros trabajos de Degas de sombrererías y sombrereras

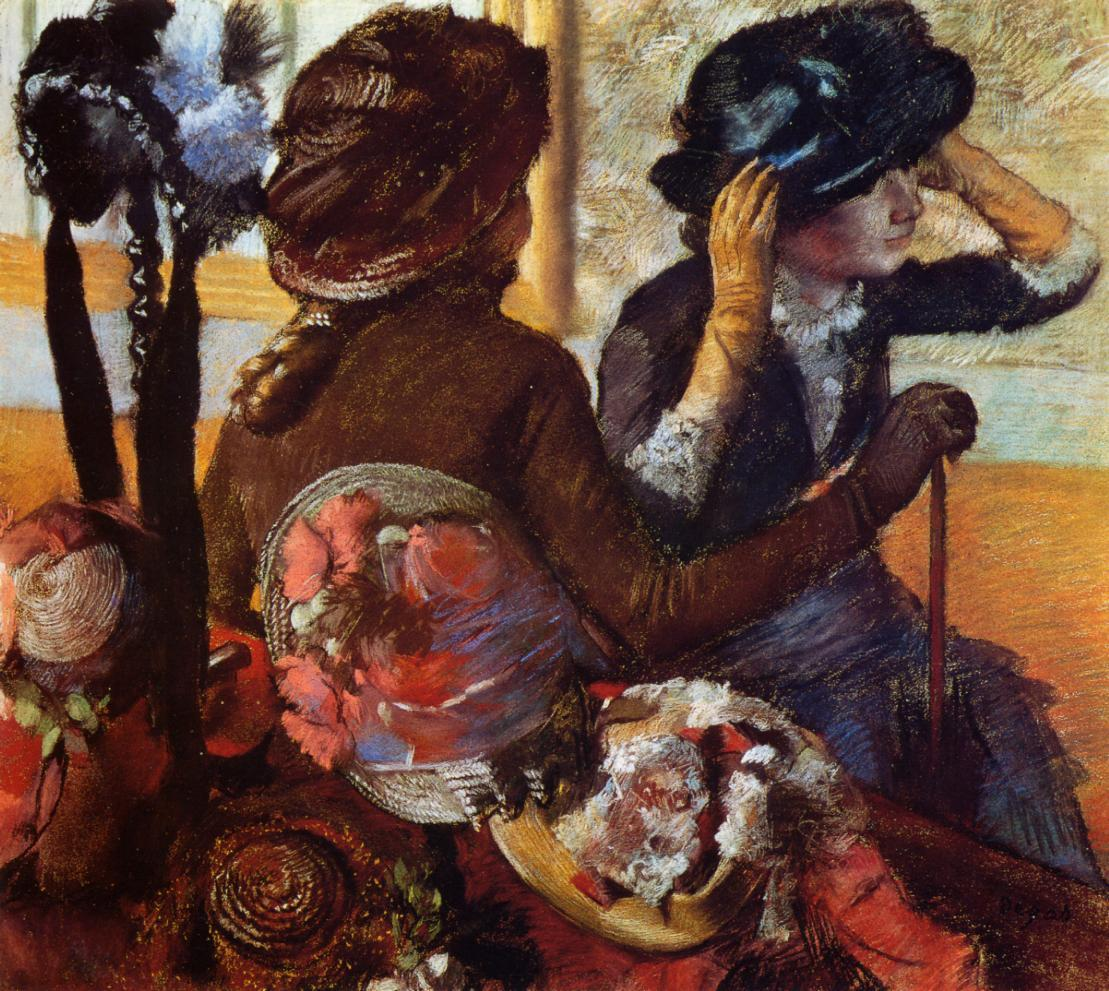
En la sombrerería, 1882.
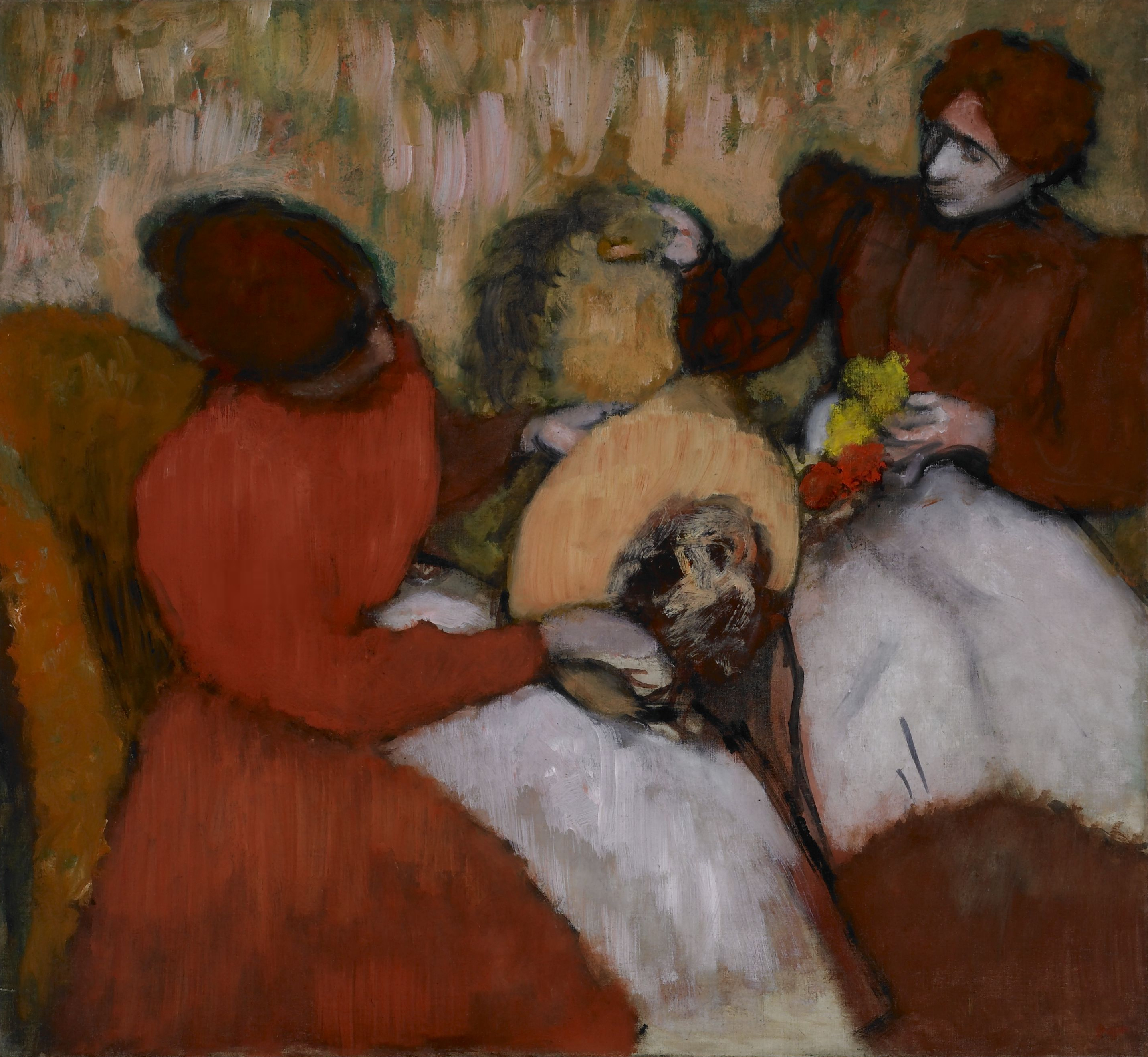
Las sombrereras, 1898.
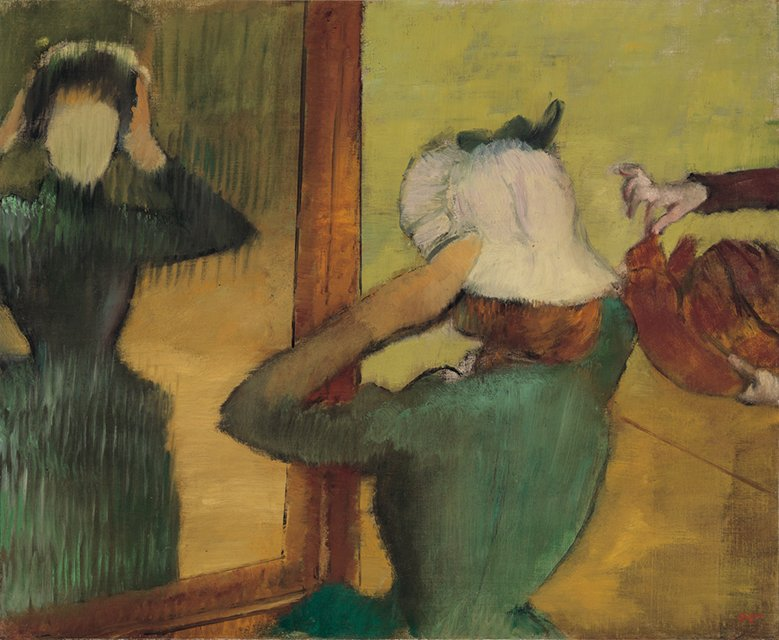
En la sombrerería, 1882-1885.
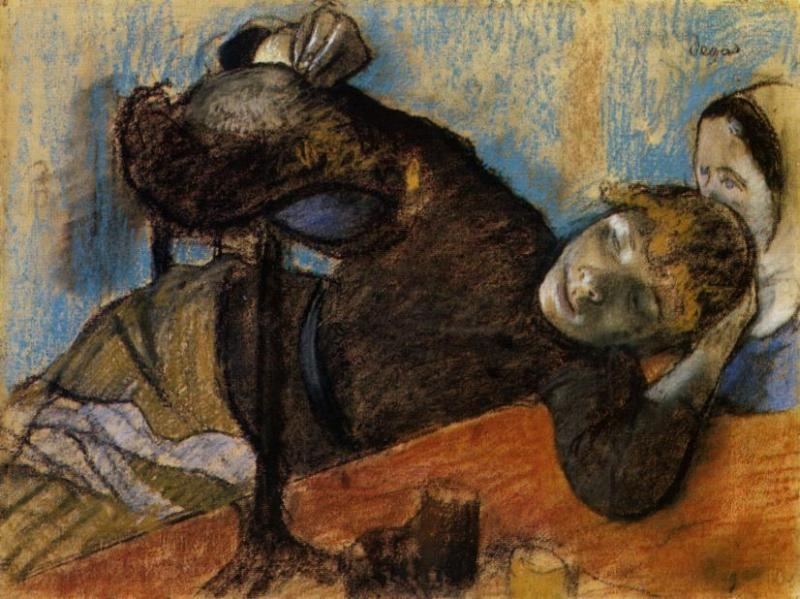
La sombrerera, 1882.
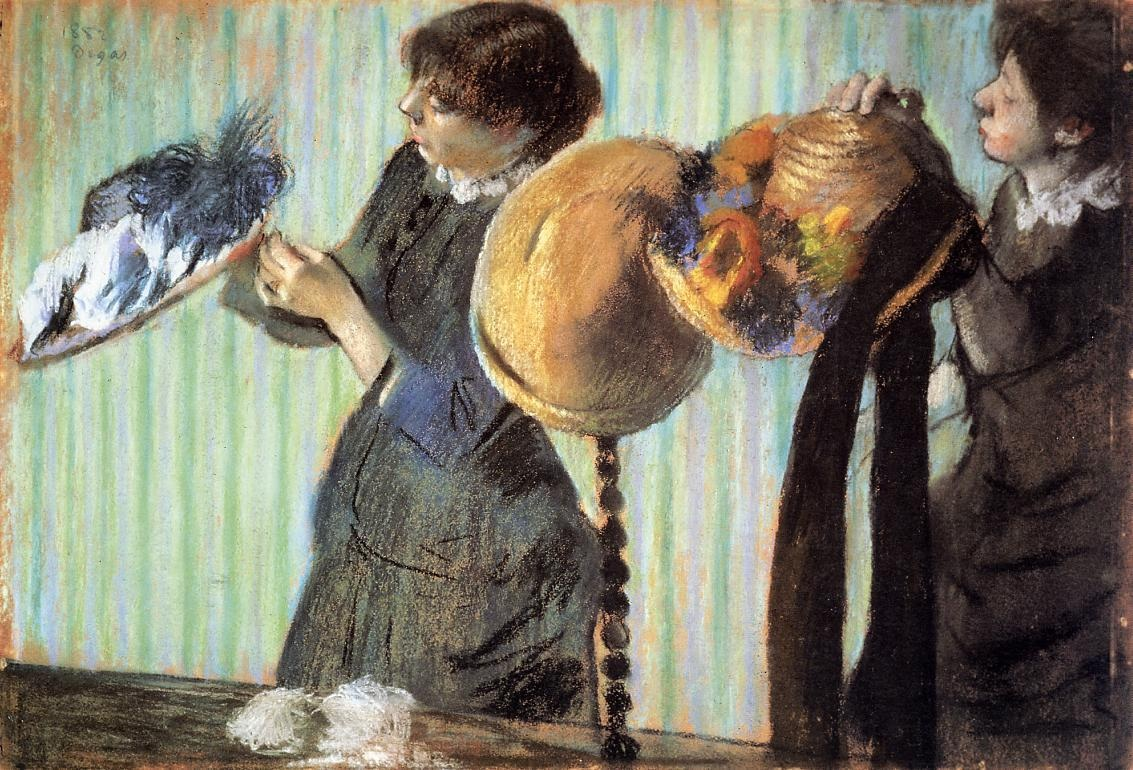
La pequeña tienda de sombreros, 1882.